# Zgornja Gorica
Zgornja Gorica este o localitate din comuna Rače - Fram, Slovenia, cu o populație de 104 locuitori.